# 蔡蔭棠
蔡蔭棠（1909年—1998年），出身新竹新埔望族的藝術家，以其繪畫作品為大眾所知。

## 生平簡介
1909年，蔡蔭棠出生在新埔庄街望族中。就讀新竹州立新竹中學校，受教師南條博明啟蒙，奠定其油畫創作基礎。
中學畢業後，保送至臺灣總督府臺北高等學校；受鹽月桃甫指導繪畫。畢業後，原欲往巴黎進修，但因雙親反對，改至京都帝國大學經濟系就讀，在校期間持續抱有對美術的興趣。 1935年，自京都帝國大學畢業並返鄉任職，同時繼續創作。  1946年，在臺灣省立新竹中學任教導主任，並時常與藝術家陳進交流。1953年，應聘至臺北市立大同中學任教務主任，並舉家遷居台北，跟當地畫壇互動，並與同校美術教師張萬傳、吳棟材、陳德旺等密切交流。 參展臺灣省全省美術展覽會、臺陽展及臺灣省全省教員美展等並獲得獎項。1955年至1960年間與畫友共同創辦「星期日畫會」（該畫會於1965年改組為「心象畫會」，後又歷經改組成為「世紀畫會」、「世紀美術協會」等）。 1977年，移居美國加州費利蒙市。

## 藝術風格
以水彩、油畫、素描為主要創作媒材；主題抽象、具象皆有。 在創作生涯中不斷地學習觀摩，自印象派、野獸派到立體畫派等西洋藝術理念出發，並經由同儕交流、畫會、展覽等活動拓展經驗與視野。在作品中企圖展現對造型、色彩與線條等繪畫元素的實驗與藝術表現。 學者賴明珠分析其風格晚年趨於自由，以主觀的用色，流暢奔放的線條，明亮的彩度、表現出風景或人物的生命力。:268-9:235-7

## 紀念故居

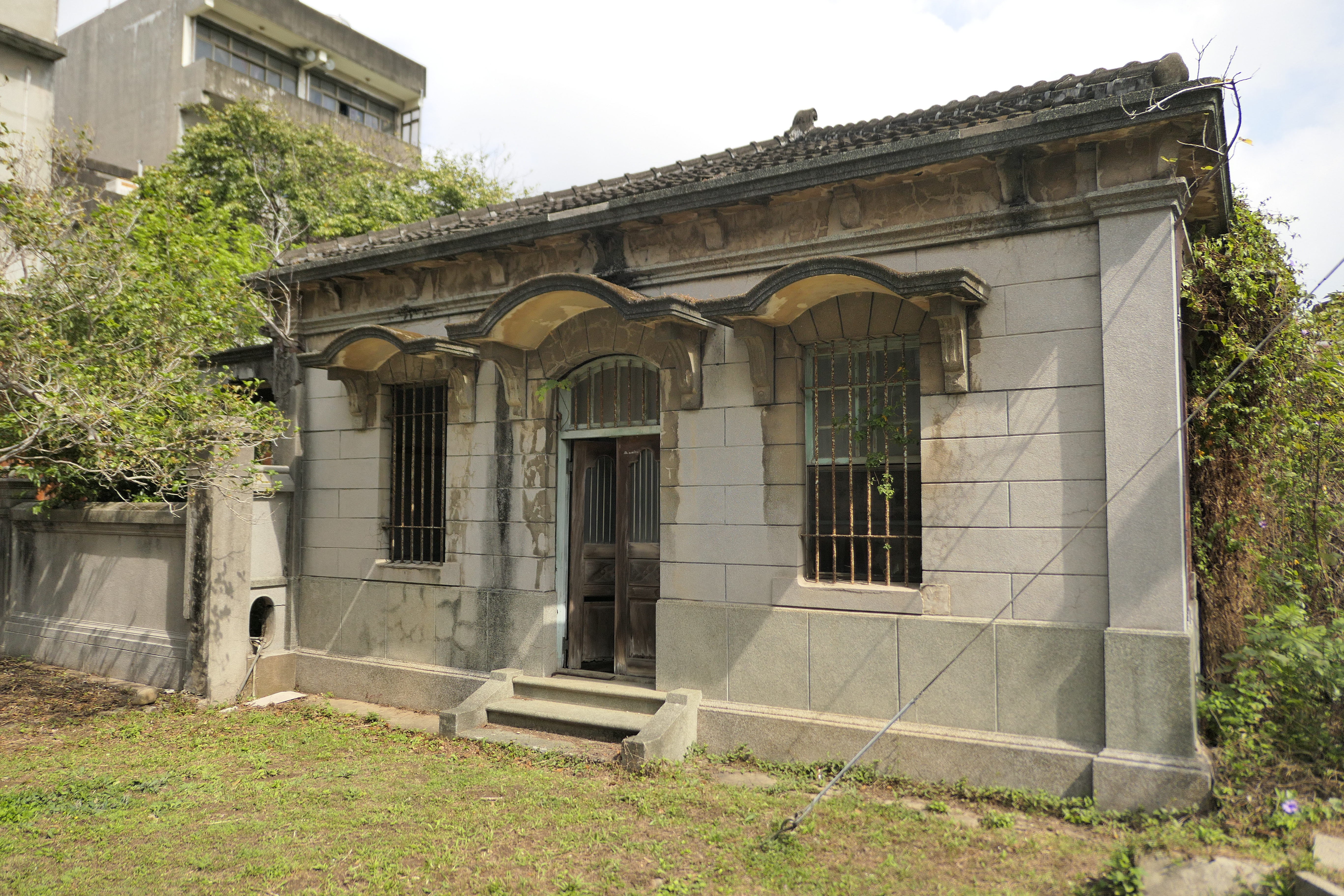
蔡蔭棠故居

### 故居
- 新埔蔡屋暨蔡蔭棠故居（新竹縣定古蹟）[8]

## 外部鏈結
- 金色年代 ● 風景漫遊─台灣前輩畫家蔡蔭棠百年紀念國際學術研討會 （页面存档备份，存于）
- 臺北市立美術館| 首頁| 典藏| 典藏品| 農安街口(中山北路的晨光) （页面存档备份，存于）
- ［城市意象、風景漫遊］臺灣前輩畫家　蔡蔭棠 （页面存档备份，存于）